# Trumpf Hüttinger

Trumpf Hüttinger

Die TRUMPF Hüttinger GmbH + Co. KG ist ein deutsches Unternehmen im Bereich der DC-, Mittelfrequenz- und Hochfrequenzgeneratoren für die Plasmaanregung, Induktionserwärmung und CO2-Laseranregung. Die bidirektionalen Wechselrichter von TRUMPF Hüttinger sind speziell für den effizienten Betrieb von Redox-Flow-Batterien und Lithium-Ionen-Batterien ausgelegt und zählen zum neuen Produktportfolio.
Der Stammsitz ist in Freiburg im Breisgau.

## Geschichte
Am 1. Januar 1922 gründete der Elektroingenieur Fritz Hüttinger in Freiburg sein gleichnamiges Unternehmen, das zur Herstellung elektrischer Apparate diente. Im Jahr 1925 erweiterte er zusammen mit seiner Frau das Unternehmen in eine Fabrik für elektromedizinische Geräte, in der 1926 das erste Diathermie- und Chirurgiegerät serienmäßig gefertigt wurde. Im Jahr 1936 wurden die ersten „Hüttinger-Hochvakuum-Verstärkerröhren“ entwickelt und gefertigt. Im Jahre 1940 wurde das Unternehmen durch die Erweiterung und den damit verbundenen Neubau in die Elsässer Straße verzogen. Am 27. November 1944 wurde der Firmenkomplex durch ein Flächenbombardement der Royal Air Force (RAF) zerstört.
Der Wiederaufbau konnte in kurzer Zeit abgeschlossen werden und es begann die Produktion zunächst von Kleiderknöpfen aus Bakelit (duroplastischer Kunststoff) und elektrischen Heizöfen. Ende der 1940er Jahre kam es zur Erweiterung der Hochfrequenz- (HF-) und Mittelfrequenz- (MF-) Generatoren für induktive und kapazitive Anwendungen, gefolgt von der Einführung von HF-Stromversorgungen für Halbleiterfertigung in den 1960er Jahren sowie dem Produktionsbeginn von HF-Generatoren für die Laser-Anwendung in den 1980er Jahren.
Im Jahr 1990 erwarb das Unternehmen TRUMPF Maschinenfabrik in Ditzingen Anteile und wurde im Jahr 1994 zum Mehrheitsgesellschafter. Der bisherige Geschäftsbereich Medizintechnik wurde nach dem Zusammenschluss in TRUMPF Medizin Systeme GmbH + Co. KG umbenannt und verzog nach Umkirch. Im Jahr 2004 wurde der Bereich Medizintechnik verkauft und firmiert bis heute unter der KLS Martin GmbH + Co. KG. 2006 bezogen die Mitarbeiter des Unternehmens das neue Gebäude in der Bötzinger Straße, Freiburg. Im Jahr 2007 wurde das polnische Unternehmen Advanced Converters übernommen und als Tochtergesellschaft HÜTTINGER Electronic Sp. z o.o. in das Gesamtunternehmen integriert. Das Tochterunternehmen entwickelt Prozessstromversorgungen im DC-Bereich.
Seit dem 1. Juli 2013 trägt das ehemals als HÜTTINGER Elektronik bekannte Unternehmen den Namen TRUMPF Hüttinger.

## Unternehmensdaten

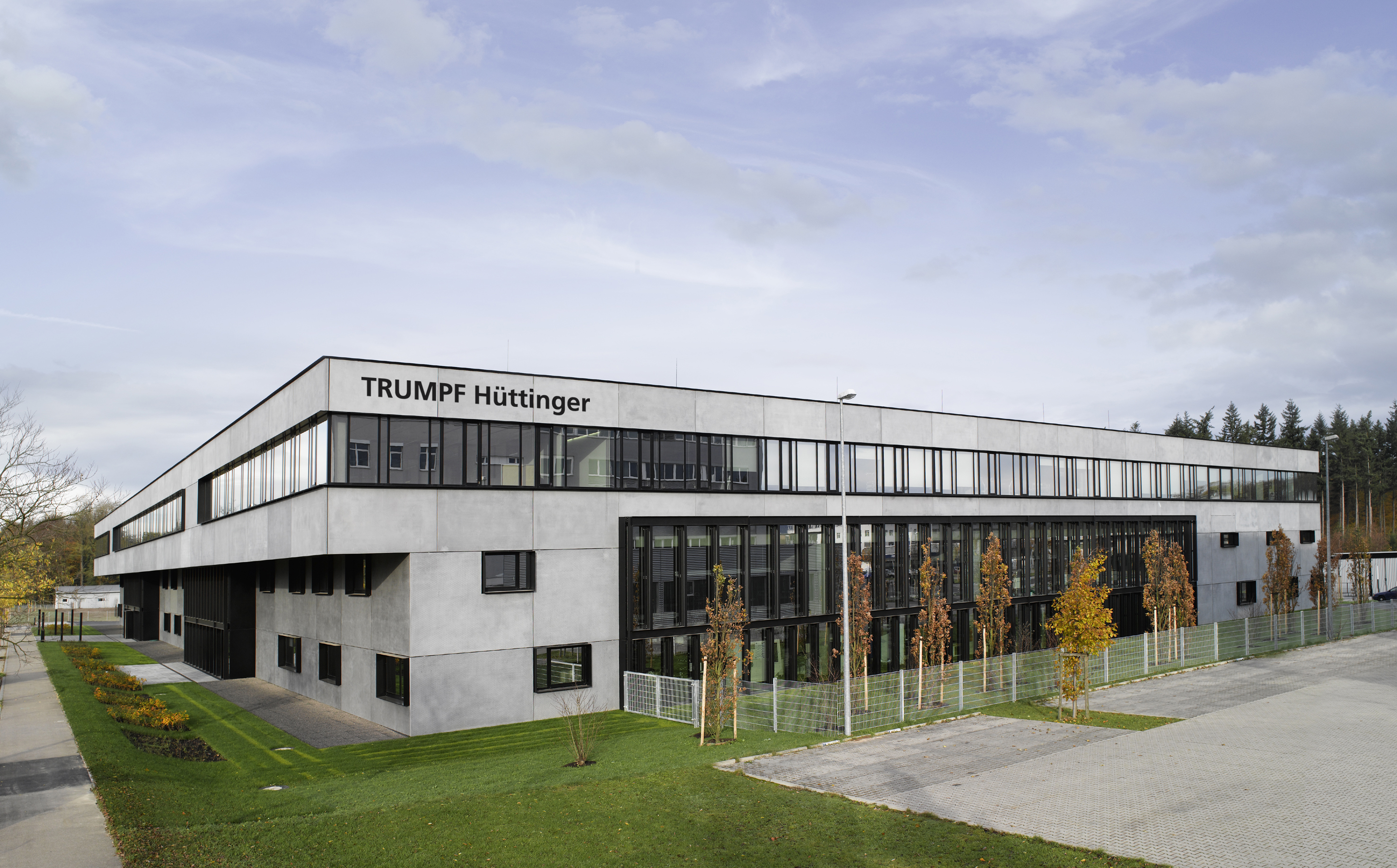
Betriebsgebäude in Freiburg

Das Unternehmen hat Standorte u. a. in Polen, Amerika, China und Japan. Am Stammsitz in Freiburg werden knapp 620 Mitarbeiter beschäftigt, der Standort Warschau in Polen beschäftigt rund 1500 Mitarbeiter (Stand: 28. Oktober 2024), dort werden Prozessstromversorgungen für Vakuum-Plasma-Anwendungen entwickelt und produziert. Es gibt Vertriebsbüros in Frankreich, England, Italien, Amerika, Indien, Südkorea und Taiwan.

## Produkte
Das Produktspektrum umfasst DC-, Mittelfrequenz- und Hochfrequenzgeneratoren. Diese werden in Anwendungen und Verfahren der Bereiche Plasmaanregung, Induktionserwärmung und der CO2-Laseranregung gebraucht. Die Anwendungsgebiete der Plasmageneratoren sind großflächige Beschichtungen von Glas und Folien, Materialauftrag und -abtrag bei der Herstellung von Halbleitern, Solarzellen und Speichermedien, Prozesse zur Oberflächenbehandlung von Flachbildschirmsubstraten sowie die Vorbehandlung von Kunststoffen. Anwendungsbereiche der induktiven Erwärmung sind u. a. Epitaxie (Czochralski-Verfahren), Zonenziehen, Schweißen, Härten, Löten, Glühen etc. von z. B.: Automobilteilen oder Turbinenschaufeln sowie das Versiegeln von Flaschen, Dosen und Tuben. 
Die modulare Wechselrichtergeneration TruConvert von TRUMPF Hüttinger dient der Optimierung der Effizienz und Wirtschaftlichkeit von Batteriespeichersystemen. Für den Bereich der CO2-Laser werden die Stromversorgungen zur Laseranregung angefertigt. Hierbei wird ausschließlich für den Mehrheitsgesellschafter produziert. Im Januar 2020 wurde das Technologieportfolio um halbleiterbasierte Solid-State-Mikrowellengeneratoren und Teilchenbeschleuniger erweitert. Teilchenbeschleuniger spielen vor allem in der Medizin und der Industrie eine bedeutende Rolle. Zu den medizinischen Verwendungen zählen unter anderem die Strahlen- und Partikeltherapie in der Krebsbehandlung.